# Jambekumbu
Jambekumbu is een bestuurslaag in het regentschap Lumajang van de provincie Oost-Java, Indonesië. Jambekumbu telt 5586 inwoners (volkstelling 2010).